# Рутил (минерал)
Вижте пояснителната страница за други значения на рутил.
Рутил е минерал, съставен основно от титанов диоксид, но съдържащ често и желязо, олово, ниобий или тантал.  Това е най-често срещаната форма на TiO2 в природата.
Рутилът има много висок показател на пречупване във видимия спектър на вълната, а също така е способен на голямо двойно лъчепречупване и дисперсия. Поради тези си свойства, той е полезен при производството на определени оптични компоненти, особено поляризиращи.
Наименованието на минерала произлиза от латински – rutilus, което означава „червен“ (поради тъмно червения цвят на някои образци). Естественият рутил може да съдържа до 10% желязо.

## Разпространение
Рутилът се среща често в метаморфни и магмени скали. В магмена среда се образува в плутонични магмени скали, но може да се намери и в ефузивни скали. В метаморфна среда се среща сред гнайсове или шисти. Когато е в игловидна форма, често може да се намери в кварц. Голямо количество рутил се съдържа в плажния пясък. Може да се получи и по изкуствен път чрез различни методи. За пръв път е получен изкуствено през 1948 г.
През 2005 г. Сиера Леоне произвежда 23% от световния рутил, като производството им нараства до 30% през 2008 г.

## Приложение
Основните приложения на рутила са в производството на огнеупорна керамика, пигменти и за добиване на титан. Финият прах от рутил е отличен бял пигмент и се използва в бои, пластмаси, хартии, храни и други. Пигментът от TiO2 е най-широкото приложение на титан по света. Наночастиците от рутил са прозрачни във видимия спектър, но са високо ефективни при абсорбирането на ултравиолетови лъчи. Това свойство на минерала се използва в производството на слънцезащитни масла и кремове за да предпазва кожата от UV лъчение. Рутилът, също така, се използва широко при електродъговото заваряване за защита на електродите.